# Olympische Sommerspiele 1988/Teilnehmer (Tansania)
| Gelbes Symbol für Goldmedaillen mit stilisierten Olympischen Ringen | Graues Symbol für Silbermedaillen mit stilisierten Olympischen Ringen | Braundes Symbol für Bronzemedaillen mit stilisierten Olympischen Ringen |
| ------------------------------------------------------------------- | --------------------------------------------------------------------- | ----------------------------------------------------------------------- |
| —                                                                   | —                                                                     | —                                                                       |

Tansania nahm an den Olympischen Sommerspielen 1988 in Seoul, Südkorea, mit einer Delegation von zehn Sportlern (allesamt Männer) teil.

## Teilnehmer nach Sportarten

### Boxen
- Benjamin Mwangata
Fliegengewicht: 9. Platz

- Haji Ally
Bantamgewicht: 33. Platz

- Rashi Ali Hadj Matumla
Halbweltergewicht: 17. Platz

- Joseph Marwa
Weltergewicht: 33. Platz

### Leichtathletik
- Juma Mnyampanda
5000 Meter: Vorläufe

- Boay Akonay
10.000 Meter: Vorläufe

- Juma Ikangaa
Marathon: 7. Platz

- John Burra
Marathon: 43. Platz

- Ikaji Salum
3000 Meter Hindernis: Vorläufe

- Zakayo Malekwa
Speerwerfen: 34. Platz in der Qualifikation